# 金履祥
金履祥（1232年—1303年），字吉甫，号仁山，兰溪人，宋代学者。

## 生平
先祖为东汉光武帝皇孙刘辉。生于宋理宗绍定五年，初受学于王柏，后受学于何基，主讲钓台书院。晚年筑室隐居金华仁山下，讲学于丽泽书院。卒于元成宗大德七年，年七十二岁。著有《通鉴前编》、《大学章句疏义》、《尚书表注》、《论语集注考证》等。

## 延伸阅读
[在维基数据编辑]
 在维基文库阅读此作者作品（ 在维基共享资源阅览影像）
 《元史·卷189》，出自宋濂《元史》